# Clarias alluaudi
Clarias alluaudi es una especie de pez de la familia Clariidae en el orden de los Siluriformes.

## Morfología
Los machos pueden llegar alcanzar los 35 cm de longitud total.

## Distribución geográfica
Se encuentran en África: lagos  Victoria,  Edward y  Tanganika.